# Argusville
Argusville és una població dels Estats Units a l'estat de Dakota del Nord. Segons el cens del 2000 tenia 147 habitants.

## Demografia
Segons el cens del 2000, Argusville tenia 147 habitants, 62 habitatges, i 45 famílies. La densitat de població era de 14,2 hab./km².
Dels 62 habitatges en un 32,3% hi vivien nens de menys de 18 anys, en un 71% hi vivien parelles casades, en un 1,6% dones solteres, i en un 27,4% no eren unitats familiars. En el 21% dels habitatges hi vivien persones soles l'1,6% de les quals corresponia a persones de 65 anys o més que vivien soles. El nombre mitjà de persones vivint en cada habitatge era de 2,37 i el nombre mitjà de persones que vivien en cada família era de 2,76.
Per edats la població es repartia de la següent manera: un 21,1% tenia menys de 18 anys, un 5,4% entre 18 i 24, un 32% entre 25 i 44, un 32% de 45 a 60 i un 9,5% 65 anys o més.
L'edat mediana era de 40 anys. Per cada 100 dones de 18 o més anys hi havia 114,8 homes.
La renda mediana per habitatge era de 44.750 $ i la renda mediana per família de 53.750 $. Els homes tenien una renda mediana de 31.786 $ mentre que les dones 26.071 $. La renda per capita de la població era de 19.984 $. Cap de les famílies estaven per davall del llindar de pobresa.

## Poblacions més properes
El següent diagrama mostra les poblacions més properes.